# Salvatore Sorrentino
Salvatore Sorrentino (Torre del Greco, 9 giugno 1917 – Torre del Greco, 19 giugno 2006) è stato un vescovo cattolico italiano.

## Biografia
Nacque a Torre del Greco il 9 giugno 1917.

### Ministero sacerdotale
Il 3 febbraio 1940 fu ordinato presbitero, nella cappella del seminario arcivescovile di Napoli, dall'arcivescovo Luigi Traglia.
Nel 1947 fu nominato primo parroco della chiesa di San Giuseppe alle Paludi a Torre del Greco.
Nel marzo 1958, il cardinale Alfonso Castaldo, arcivescovo di Napoli, lo chiamò a dirigere la sua segreteria con l'ufficio di uditore.

### Ministero episcopale
Il 16 giugno 1960 papa Giovanni XXIII lo nominò vescovo titolare di Gerasa ed ausiliare della diocesi di Pozzuoli, come collaboratore dello stesso Castaldo. Ricevette la consacrazione episcopale, nella cattedrale di Napoli, il 1º agosto 1960 dal cardinale Alfonso Castaldo, co-consacranti i vescovi Vittorio Longo e Paolo Savino.
Alla morte del cardinale Castaldo, avvenuta il 3 marzo 1966, fu eletto vicario capitolare ed economo della diocesi di Pozzuoli.
Il 29 agosto 1966 papa Paolo VI lo nominò amministratore apostolico di Pozzuoli: in questo periodo, su sua richiesta, la Congregazione dei riti, con decreto del 1º dicembre 1967, confermò san Gennaro e san Procolo patroni principali della diocesi, a cui aggiunse come patroni secondari san Paolo e sant'Artema..
Il 21 febbraio 1974 fu nominato vescovo della stessa diocesi.
Il 12 novembre 1990 accolse papa Giovanni Paolo II che si era recato in visita pastorale alla diocesi.
Vescovo emerito della diocesi di Pozzuoli dall'8 maggio 1993 per raggiunti limiti di età, morì il 19 giugno 2006 all'età di 89 anni a Torre del Greco.

## Genealogia episcopale
La genealogia episcopale è:
- Cardinale Scipione Rebiba
- Cardinale Giulio Antonio Santori
- Cardinale Girolamo Bernerio, O.P.
- Arcivescovo Galeazzo Sanvitale
- Cardinale Ludovico Ludovisi
- Cardinale Luigi Caetani
- Cardinale Ulderico Carpegna
- Cardinale Paluzzo Paluzzi Altieri degli Albertoni
- Papa Benedetto XIII
- Papa Benedetto XIV
- Papa Clemente XIII
- Cardinale Marcantonio Colonna
- Cardinale Giacinto Sigismondo Gerdil, B.
- Cardinale Giulio Maria della Somaglia
- Cardinale Carlo Odescalchi, S.I.
- Cardinale Costantino Patrizi Naro
- Cardinale Serafino Vannutelli
- Cardinale Domenico Serafini, Cong. Subl. O.S.B.
- Cardinale Alessio Ascalesi, C.PP.S.
- Cardinale Alfonso Castaldo
- Vescovo Salvatore Sorrentino